# Карсън (Калифорния)
Вижте пояснителната страница за други значения на Карсън.
Карсън (на английски: Carson) е град в окръг Лос Анджелис в щата Калифорния, САЩ. Карсън е с население от 89 730 жители (2000) и обща площ от 49,12 км² (18,97 мили²). Карсън се намира на 21 км (13 мили) на юг от центъра на Лос Анджелис и се счита за негово предградие. Карсън получава статут на град на 4 IV 1968 г.